# Song Bikun
Pour les articles homonymes, voir Song (homonymie).
Song Bikun est un village du Cameroun, situé dans la région du Centre et le département du Nyong-et-Kéllé. Il est rattaché à la commune d'Éséka. 

## Population
Lors du recensement de 2005, on y a dénombré 136 personnes.  